# Jimmy Johnson (bassista)
Jimmy Johnson (Los Angeles, 21 aprile 1956) è un bassista statunitense noto principalmente per le sue collaborazioni con James Taylor, Allan Holdsworth, Lee Ritenour e il gruppo Flim & the BB's..
Cresce in un ambiente ricco di influssi musicali: suo padre era contrabbassista della Minnesota Orchestra, sua madre insegnante di pianoforte e anche suo fratello Gordon è un bassista professionista. Nel 1976 collabora con la Alembic e la GHS alla creazione di uno dei primi bassi a cinque corde con la corda più grave in SI.
Attivo nell'area di Los Angeles, Jimmy Johnson è impegnato sia in sala di registrazione che sui palchi di tutto il mondo con il cantante statunitense James Taylor. Spesso si esibisce nel club The Baked Potato a Studio City in California insieme a molti musicisti e turnisti attivi sulla scena jazz e fusion di Los Angeles (Chad Wackerman, Michael Landau).

## Discografia

### Collaborazioni
- 3rd Matinee - Meanwhile (1994)
- Dori Caymmi - Dori Caymmi (1988), Brazilian Serenata (1991)
- Billy Childs - Take For Example This (1988), Twilight Is Upon Us (1989), His April Touch (1991 - three tracks), I've Known Rivers (1994), Lyric (2005)
- Luis Conte - La Cocina Caliente (1988), Black Forest (1989), Marimbula (2007), Two Worlds (2010)
- Eddie Daniels - ...this is now (1991 - two tracks)
- Flim & the BB's - Flim & The BB's (1978), Tricycle (1983), Tunnel (1984), Big Notes (1985), Neon (1987), The Further Adventures... (1988), New Pants (1990), Vintage/best of (2010), This Is A Recording (1992), Tricycle (SACD reissue) (1999)
- Brandon Fields - The Traveler (1988), Other Places (1989)
- Stan Getz - Apasionado (1990)
- Don Grusin - Raven (1990)
- Roger Hodgson - In the Eye of the Storm (1984 - two tracks)
- Allan Holdsworth - Metal Fatigue (1985), Atavachron (1986), Sand (1987), Secrets (1989), Wardenclyffe Tower (1992), All Night Wrong (2002), Then (2004), Against The Clock (2005)
- Gary Husband - Dirty & Beautiful, Vol. 1 (2010), Dirty & Beautiful, Volume 2 (2011)
- Wayne Johnson - Arrowhead (1980), Grasshopper (1983), Everybody's Painting Pictures (1984), Spirit of the Dancer (1988)
- Karizma - Cuba (1986), Arms of Love (1989)
- Earl Klugh - Whispers and Promises (1989 - two tracks)
- Michael Landau - Tales From The Bulge (1990), Live 2000 (2000), Live (2006)
- Albert Lee - Gagged But Not Bound (1987)
- Kenny Loggins - December (1998)
- Sérgio Mendes - Confetti (1984 -two tracks), Arara (1989), Brasileiro (1992 - two tracks)
- Vince Mendoza - Nights On Earth (2011)
- Simon Phillips - Symbiosis (1995)
- Planet X - Moonbabies (2002), Quantum (2007)
- Porcupine - Look, But Don't Touch (1993)
- The Rippingtons - Moonlighting (1986), 20th Anniversary (2006)
- Lee Ritenour - Harlequin (1985), Earth Run (1986), Color Rit (1989), Collection (1991)
- Vonda Shepard - The Radical Light (1992)
- Derek Sherinian - Oceana (2011)
- Susie Suh - Susie Suh (2005)
- James Taylor - New Moon Shine (1991), James Taylor Live (1993), Hourglass (1997), October Road (2002), James Taylor at Christmas (2004, 2006 - three tracks), Covers (2008), Other Covers (EP) (2009)
- Steve Tavaglione - Blue Tav (1990 - three tracks)
- Sadao Watanabe - Maisha (1985)
- Ernie Watts - Musician (1985)
- Chad Wackerman - Forty Reasons (1991), The View (1993), Dreams, Nightmares and Improvisations (2012)
- Roger Waters - Amused to Death (1991)
- Yoshida Brothers - Renaissance (2004)

Tracce singole:
- Peter Cetera - "Even A Fool Can See" from the album 'World Falling Down'
- Ray Charles - "If I Could" from the album 'My World'
- Al Jarreau - "Something You Said" from the album 'Tomorrow Today'
- Aaron Neville - "That's The Way She Loves" from the album 'Warm Your Heart'
- Rod Stewart - "Broken Arrow" from the album 'Vagabond Heart'